# Baccharis steetzii
Baccharis steetzii là một loài thực vật có hoa trong họ Cúc. Loài này được Andersson mô tả khoa học đầu tiên năm 1854.